# أميمة بنت قيس الغفارية
أُمَيْمَةُ بِنْتُ قَيْسِ بْنِ أبي الصلت الغِفَارية، وقيل أُمَيَّةُ بنت قيس، صحابية، من أصحاب النبي محمد، أسلمت وبايعت بعد الهجرة وشهدت مع النبي محمد ﷺ خيبر.

## نسبها
هي أُمَيْمَةُ أو أُمَيَّةُ بِنْتُ قَيْسِ بْنِ أبي الصلت الغِفَارية من قبيلة غفار.

## في خيبر
شهدت مع النبي محمد ﷺ خيبر، عن أم علي بنت أبي الحكم عن أمية بنت قيس أبي الصلت الغفارية قالت: «جئت رسول الله صلى الله عليه وسلم في نسوة من بني غفار فقلنا إنا نريد يا رسول الله أن نخرج معك إلى وجهك هذا تعني خيبر فنداوي الجرحى ونعين المسلمين بما استطعنا فقال رسول الله صلى الله عليه وسلم على بركة الله قالت فخرجنا معه وكنت جارية حديثا سني فأردفني رسول الله صلى الله عليه وسلم حقيبة رحله فنزل إلى الصبح فأناخ وإذا أنا بالحقيبة عليها أثر دم مني وكانت أول حيضة حضتها فتقبضت إلى الناقة واستحييت فلما رأى رسول الله ما بي ورأى الدم قال لعلك نفست قلت نعم قال فأصلحي من نفسك ثم خذي إناء من ماء ثم اطرحي فيه ملحا ثم اغسلي ما أصاب الحقيبة من الدم ثم عودي ففعلت فلما فتح الله لنا خيبر رضخ لنا من الفئ ولم يسهم لنا وأخذ هذه القلادة التي ترين في عنقي فأعطانيها وعلقها بيده في عنقي فوالله لا تفارقني أبدا فكانت في عنقها حتى ماتت وأوصت أن تدفن معها وكانت لا تطهر إلا جعلت في طهرها ملحا وأوصت أن يجعل في غسلها ملح حين غسلت».